# ハロルド・シップマン
ハロルド・フレドリック・シップマン（Harold Fredrick Shipman、1946年1月14日 - 2004年1月13日）はイギリスの医師、連続殺人犯でヘルスケア・シリアルキラー。イングランド、ノッティンガム出身。

## 生い立ち
父が会社員の家庭に生まれる。学校の成績はとても優秀だったという。17歳の時に母が肺癌で死亡後1965年にリーズ大学医学部に入学する。在学中、洋服店に勤めていた17歳の恋人を妊娠させ、1966年に結婚、その後4人の子供を儲けた。
1970年には大学を卒業しポンテフラクトの診療所で働き始める。1974年に開業医になるが、この頃から時折意識喪失になるようになる。病院で同僚が麻薬中毒に罹っているのを知り、処方箋を偽造し麻薬を持ちだそうとして逮捕され、罰金刑となった。その後勤めていた病院を解雇された。しかし、その地区の医師会は免許剥奪の等の措置をとらず厳重注意の書面を送付しただけだった。シップマンはヨークで精神科通いをし、薬物乱用者更生治療を受ける。

## 逮捕後
1998年、同僚医師がシップマンの担当患者の死亡率が際だって高いことに疑いを抱き、検死官に相談。捜査の結果シップマンが患者を殺害していた疑いが強まり、1998年9月7日に逮捕された。
その後の調査で、患者数3500人の病院でシップマンが診察した患者のうち41人が、特に予兆もないままその日のうちに死亡していたことが分かった。2002年7月19日に政府は被害者が最低でも215人と発表した。シップマンが殺害したとされる493人のうち、自然死は210人で38人は判定不能、215人のうち男性が44人で女性が171人だった。被害者の年齢は47歳～93歳。
裁判でも動機が不明で無実を主張していたが、2000年1月30日、女性患者15人の殺害について有罪評決を受け、終身刑を言い渡される。2004年1月13日にウェイクフィールド刑務所内で首つり自殺をする。57歳。